# ブータントゥデイ
ブータントゥデイ（英語: Bhutan Today）は、ブータンの新聞。ティンプーで発行されている。同国4番目の英字紙であり、ブータン史上初の日刊紙である。2008年10月31日発行開始。日刊紙であるが、ブータン国内の道路整備などが不完全であり、創業当時は徒歩やポニーにを用いても配達に1週間以上かかる地域もあった。
当初は英語のみだったが、2009年にゾンカ語での発行を開始。現在はプンツォリン、ジェレフ、タシガンに特派員を置き、合計18人で操業されている。